# برنتو (ماشین)
برنتو (به انگلیسی: PSA Bronto) (به روسی: ПСА Бронто) نام خودروی تولید شرکت آوتوواز روسی است که وسایل نقلیه ویژه و از نوع اس‌یووی SUV تولید می‌کند.

## تاریخچه
در سال ۱۹۹۳ میلادی تولید خودروهای زرهی ویژه و از نوع اس‌یووی SUV در دستور کار شرکت خودروسازی Niva PSA Bronto به عنوان بخشی از مرکز تحقیقات آوتوواز قرار گرفت. یکسال بعد، بیش از ۲۰۰ نمونه از این مدل فروخته شد، که به این شرکت اجازه داد تا کار روی پروژه‌های جدید را آغاز کند.
شرکت برای توسعه این مدل به وسیله مهندس برجسته آوتوواز، پیوتر پرووسف، خودرو همه‌کاره Lada-Bronto 1922-00 Marsh-1 (به عنوان خودرو باتلاق و برف و باتلاق معروف است) تولید کرد که در نمایشگاه اتومبیلرانی که در سال ۱۹۹۵ میلادی در مسکو برگزار شد رونمایی گردید. این خودرو برای شرایط خاص مانند: مرداب‌های باتلاقی، برف‌های عمیق، تپه‌های شنی، طراحی شده‌است.
در سال ۱۹۹۶ میلادی، شرکت تولید خودروهای زره پوش برای بانک‌ها و امنیت را آغاز کرد. پس از ادامه اصلاحات جدید در سال ۲۰۰۲ مدل نادژدا "Bronto-212090 و مدل Niva" Bronto-213102 تولید شدند. در سال ۲۰۰۴ نیز بر روی پلت فرم شورولت نیوا، مدل Bronto-194900 تولید شد
در سال ۲۰۰۲، در خط تولید لادا نادژدا و مینی بوس، اصلاح خودروی مریخ ۲ برای کاربرد زمینی تولید شد. فضای داخلی آن برای هشت تن فضای کافی دارد: دو تن در صندلی‌های جلو و شش تن در عقب قرار می‌گیرند. در عین حال، صندلی‌های عقب به سرعت به حالت درازکش تبدیل می‌شوند تا برای انتقال بیماران و مجروحان قابل استفاده شوند. این خودرو به دو مخزن سوخت ۷۰ لیتری مجهز شده‌است و طراحی آن باعث شده که موتورهای بنزینی و دیزل VAZ را همزمان روی خودرو نصب کنند.
شرکت در سال ۲۰۰۹، PSA Bronto SUV جدیدی را با رنگ ارتشی استتار شده، روی خط تولید Niva Lynx معرفی کرد که در سریال‌های Niva-Lynx1، Niva-Lynx2 و Niva-Lynx3 تولید می‌شود. آخرین سری Lynx-3 با نام Niva-Bronto 213102-771-40 Force Comdiv نیز شناخته می‌شود.
در سال ۲۰۱۲، Bronto آوتوواز و VIS-Auto ادغام شدند

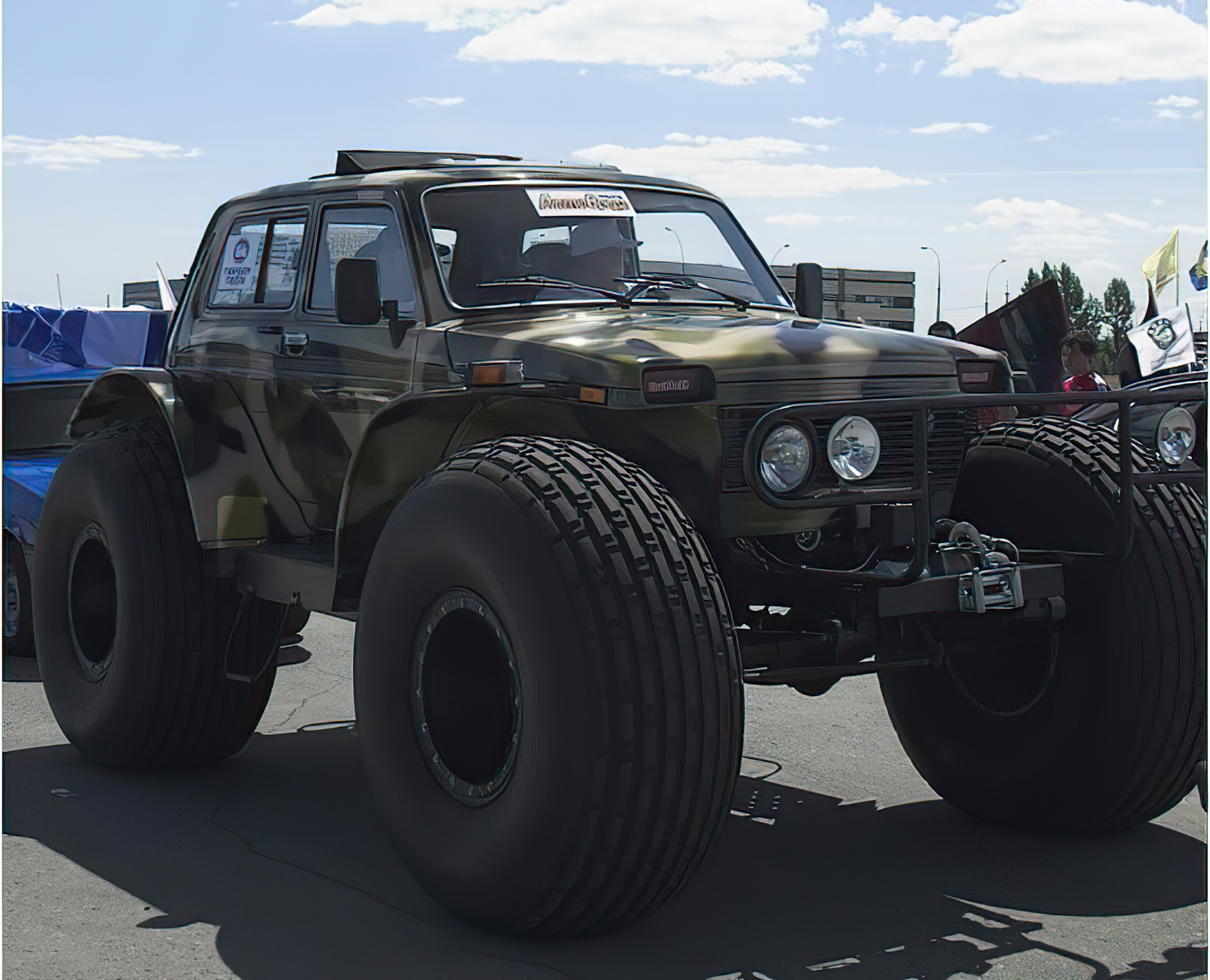
لادا برنتو مارش -۱